# 原臺南中學校講堂
原臺南中學校講堂位於臺南市北區，於民國八十七年（1998年）6月25日公告為臺南市市定古蹟。該校的創立最早可追溯到臺灣日治時期於大正三年（1914年）創立的「臺灣總督府臺南中學校」，僅次於「臺灣總督府臺北中學校」（今臺北市立建國高級中學），為臺灣南部最早設立的中學校。原本校舍本館與講堂均留到二次大戰之後，但校舍本館在民國八十年（1991年）改建完後，只留下南邊的主入口。該建築現為國立臺南第二高級中學的小禮堂，於2010年5月獲中央補助進行維修，現已修復完畢。

## 沿革

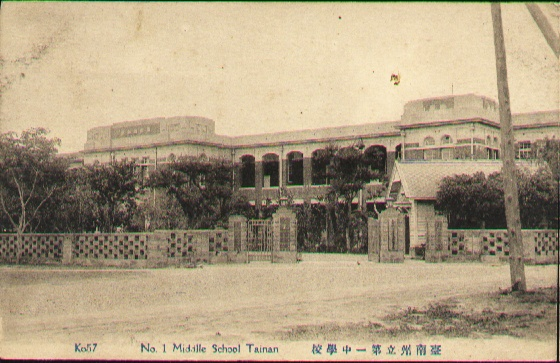
日治時期的校舍本館

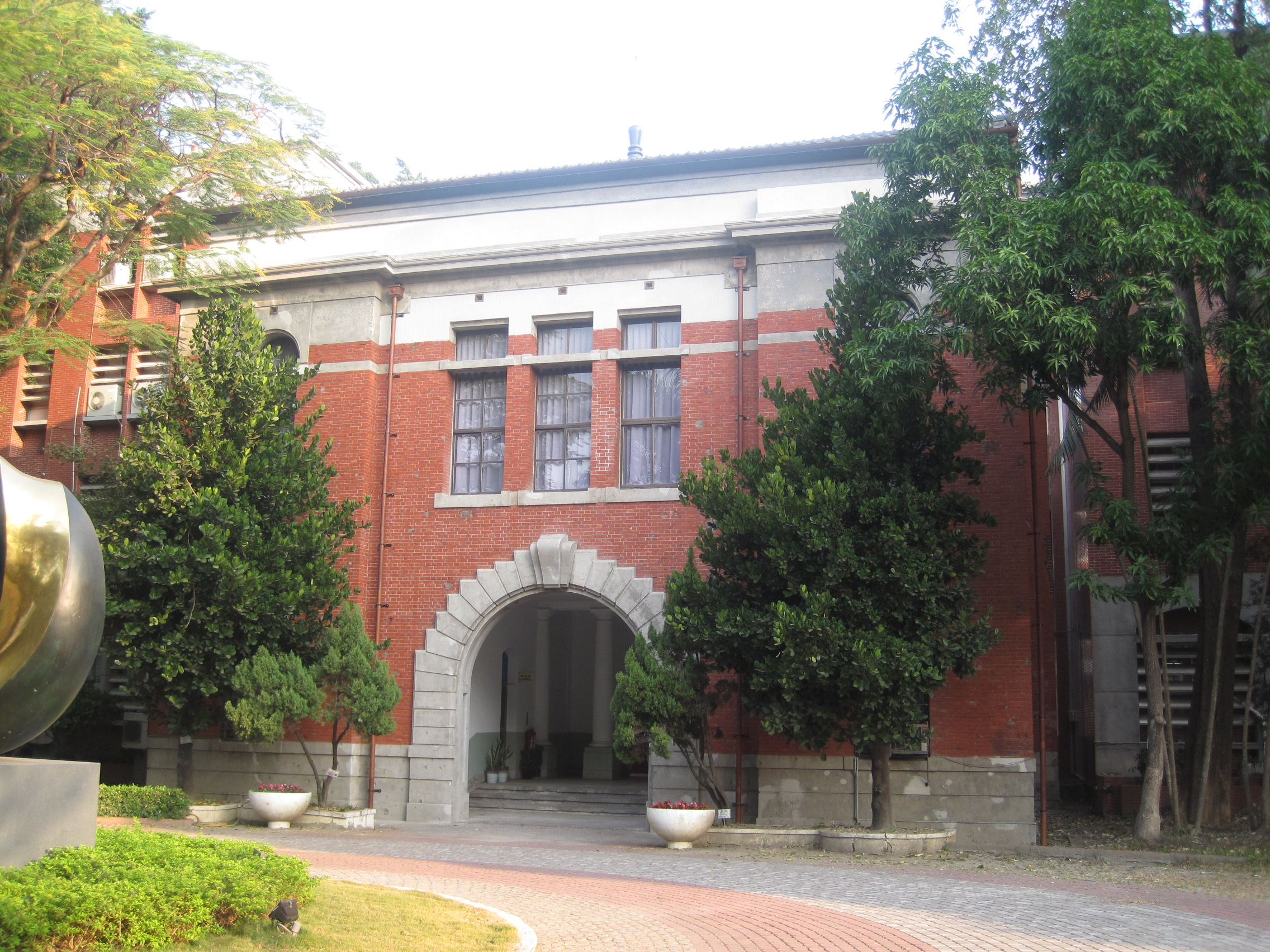
本館現在僅存的部分

「臺灣總督府臺南中學校」於1914年5月11日成立且於5月23日開學後，最初是借用位於今臺南市中西區公所附近的兩廣會館（今已不存）上課，原先學生只有150名。後來1915年時校舍完工，學校便遷移過去，而學生數也成長至200多人，至於講堂則於兩年後完工。而1920年因官制改變，該校改名為「臺南州立臺南中學校」，之後因第二中學校（今國立臺南第一高級中學）的成立而改為第一中學校。而在1923年4月20日時日本皇太子裕仁（昭和天皇）曾至該校參觀。
二次大戰結束後，該校因多數的日籍學生返回日本而使得學生人數銳減，因此與今臺南一中曾短暫合併，導致校務停頓。後來改為「臺灣省立臺南第二高級中學」，精省後改為「國立臺南第二高級中學」至今。

## 建築特色
講堂建築主體為雙坡式斜屋頂，南北面有山牆，其上開有小圓窗與小方窗各三個，至於東西面上方則開有長排高窗，窗上有屋簷，而屋簷之上又有開了老虎窗的弧山牆，其下方則為兩兩一對的圓拱窗。而在建築物南面還設有拱廊，其拱圈上半部均漆成白色而與磚材產生對比。至於室內的部分則有兩排八角型磚柱將空間分為中央主體與兩側通廊，而在北面的講臺之上還有保留日治時期存放天皇教育敕令的奉安室。

## 圖片

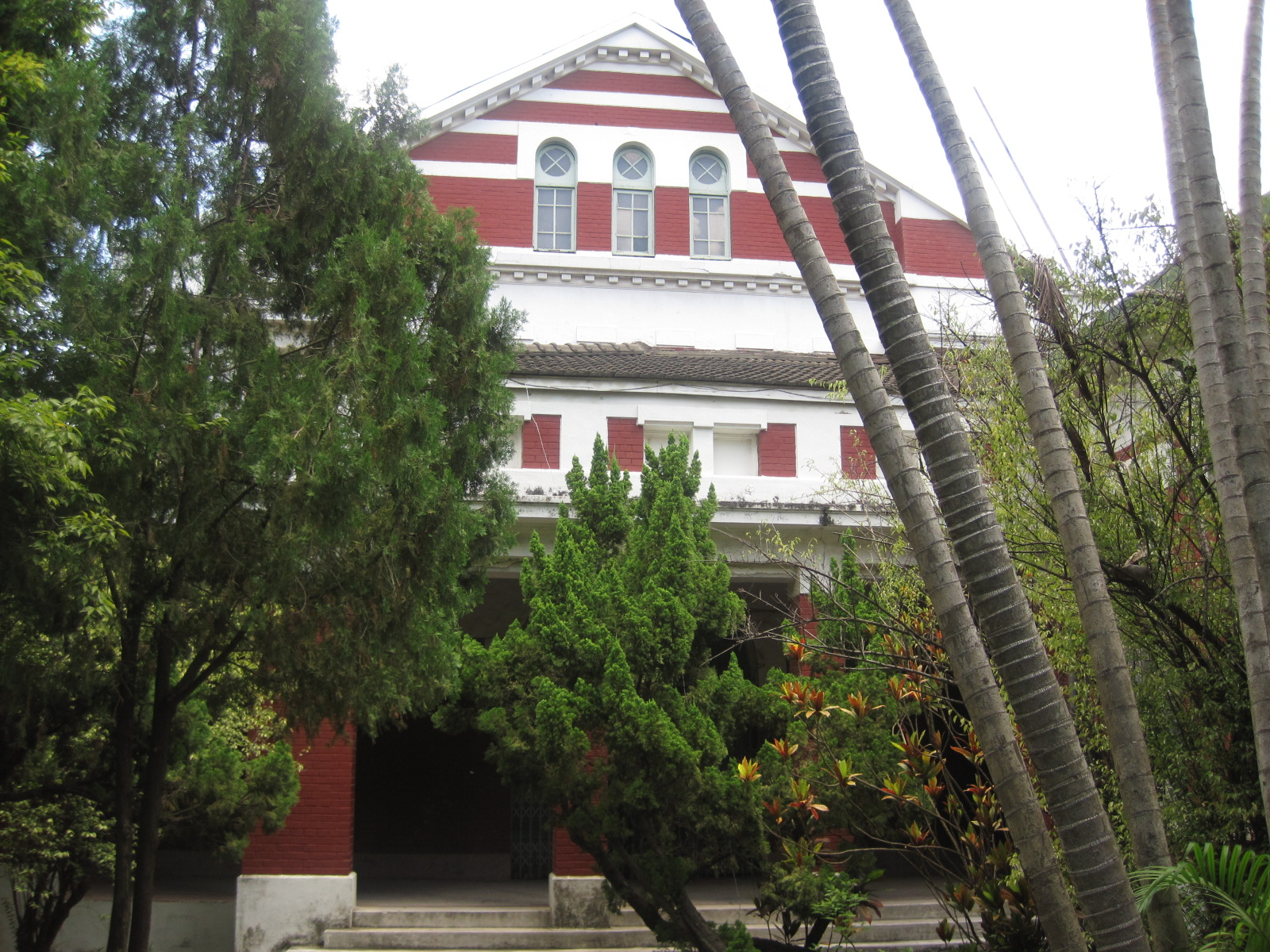
講堂的南面（整修前）
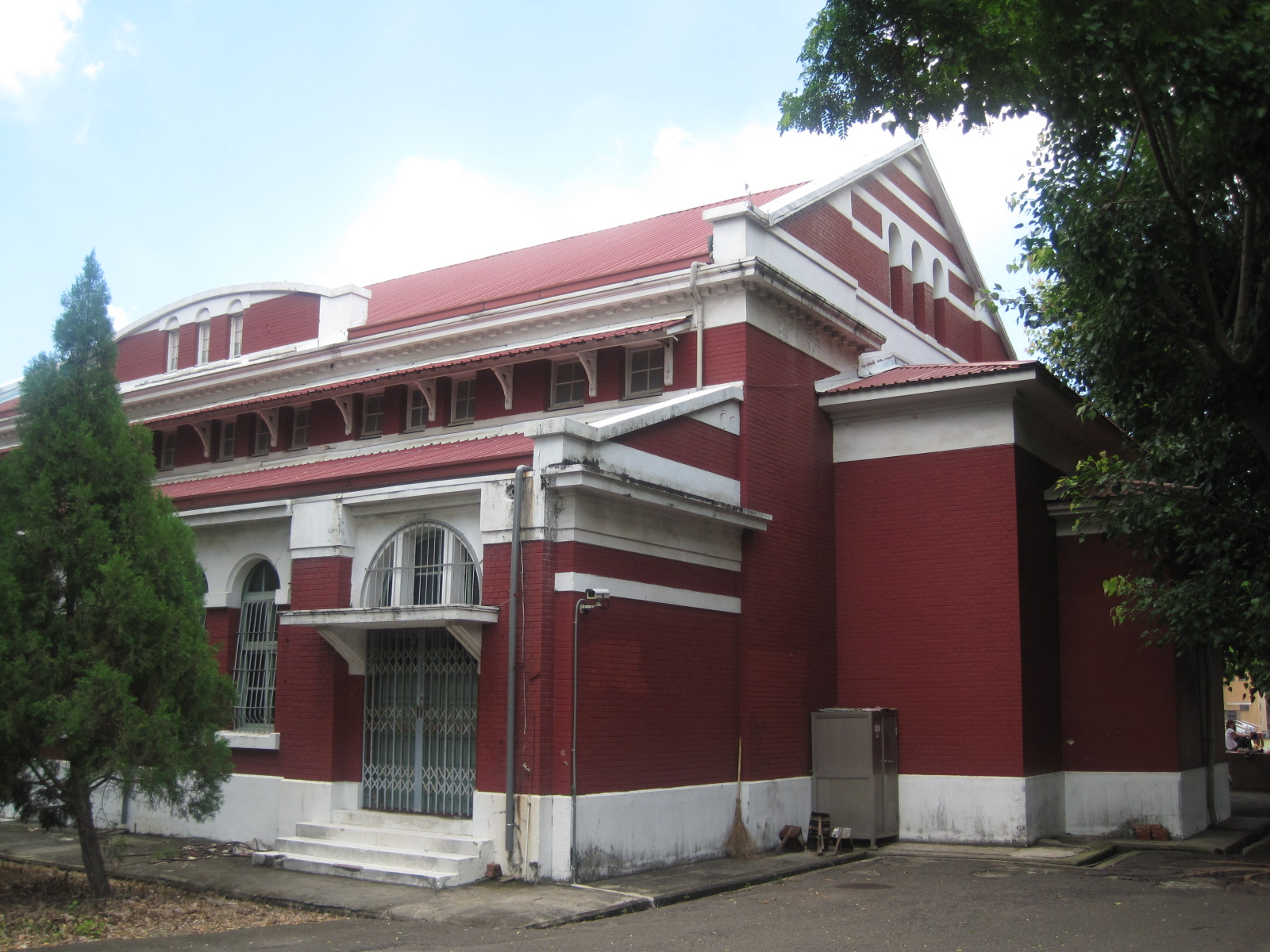
講堂的東北面（整修前）
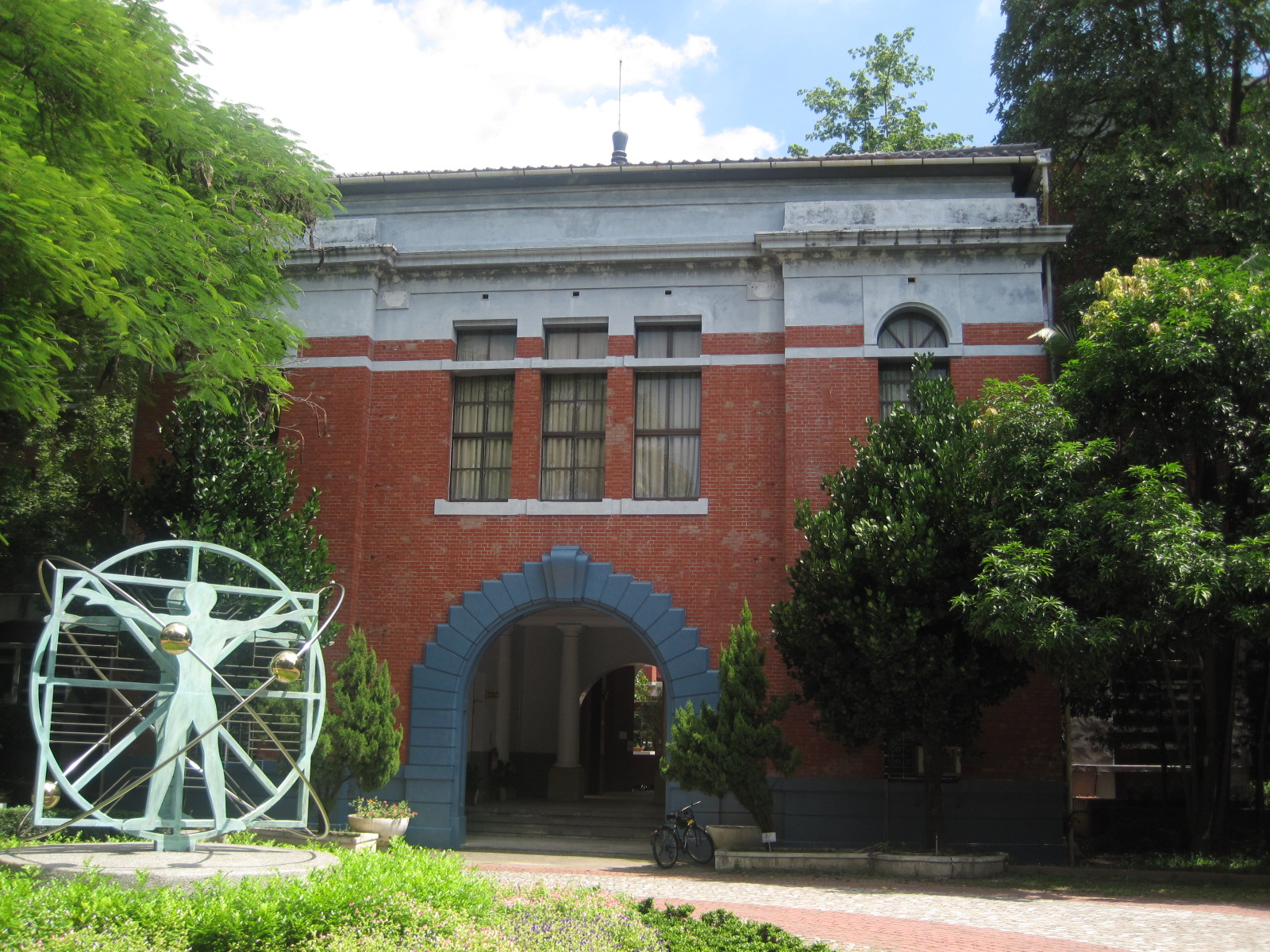
本館現在僅存的部分（拱圈顏色修改前）

## 外部連結
- 臺南市政府觀光旅遊局——台南二中(原台南中學學校講堂) （页面存档备份，存于）